# Coniopteryx appendiculata
Coniopteryx appendiculata är en insektsart som beskrevs av György Sziráki 1997. Coniopteryx appendiculata ingår i släktet Coniopteryx och familjen vaxsländor. Inga underarter finns listade i Catalogue of Life.